# فالويا يا أوليا
فالويا يا أوليا (بالفارسية: ولویه علیا) هي منطقة سكنية تقع في إيران في مازندران. يقدر عدد سكانها بـ 72 نسمة بحسب إحصاء 2016.